# Jeannette Yango
Jeannette Yango, född den 12 juni 1993, är en kamerunsk fotbollsspelare (mittfältare) som har representerat Kameruns landslag vid både VM i Kanada år 2015 och VM i Frankrike år 2019. Hon har tidigare representerat Turbine Potsdam i den tyska ligan och spelar idag i lägre franska divisioner.